# NGC 1467
NGC 1467 is een spiraalvormig sterrenstelsel in het sterrenbeeld Eridanus. Het hemelobject werd in 1886 ontdekt door de Amerikaanse astronoom Frank Muller.

## Synoniemen
- PGC 13991
- MCG -2-10-15
- NPM1G -08.0150